# Cladonia cinerella
Cladonia cinerella är en lavart som beskrevs av Ahti. Cladonia cinerella ingår i släktet Cladonia och familjen Cladoniaceae.   Inga underarter finns listade i Catalogue of Life.